# Piper caracasanum
Piper caracasanum là một loài thực vật có hoa trong họ Hồ tiêu. Loài này được Bredem. ex Link miêu tả khoa học đầu tiên năm 1820.